# Йосиповецькі краєвиди
Йосипове́цькі краєви́ди — ландшафтний заказник місцевого значення в Україні. Розташований у межах Шепетівського району Хмельницької області, між селами Мала Боровиця, Йосипівці та Загірці. 
Площа 100 га. Статус надано згідно з рішенням обласної ради від 1.11.1996 року № 2. Перебуває у віданні Білогірської селищноїгромади. 
Статус надано з метою збереження частини лісового масиву на мальовничих пагорбах. Зростає переважно дуб, сосна.